# Selišta, Kolašin
Selišta je naselje v Črni gori, ki upravno spada pod občino Kolašin.

## Demografija
| Pregled števila prebivalstva po letih | Pregled števila prebivalstva po letih | Pregled števila prebivalstva po letih | Pregled števila prebivalstva po letih | Pregled števila prebivalstva po letih | Pregled števila prebivalstva po letih | Pregled števila prebivalstva po letih | Pregled števila prebivalstva po letih | Pregled števila prebivalstva po letih |
| ------------------------------------- | ------------------------------------- | ------------------------------------- | ------------------------------------- | ------------------------------------- | ------------------------------------- | ------------------------------------- | ------------------------------------- | ------------------------------------- |
| 1948                                  | 1953                                  | 1961                                  | 1971                                  | 1981                                  | 1991                                  | 2003                                  | 2011                                  | 2023                                  |
| 152                                   | 189                                   | 175                                   | 198                                   | 230                                   | 240                                   | 241                                   | 200                                   | 122                                   |